# Décès en juin 1994
Décès
- 1990
- 1991
- 1992
- 1993
- 1994
- 1995
- 1996
- 1997
- 1998

Pour une information complémentaire, voir la page d'aide.

| Date    | Nom                                | Activités                                                               | Âge | Source |
| ------- | ---------------------------------- | ----------------------------------------------------------------------- | --- | ------ |
| 2 juin  | Claude Lepape                      | peintre, graveur et décorateur de théâtre français                      | 81  |        |
| 4 juin  | Massimo Troisi                     | acteur, et metteur en scène de théâtre italien                          | 41  |        |
| 6 juin  | « Parrita » (Agustín Parra Vargas) | matador espagnol                                                        | 70  |        |
| 10 juin | Noël Vantyghem                     | coureur cycliste belge                                                  | 46  |        |
| 11 juin | Herbert Anderson                   | acteur américain                                                        | 77  |        |
| 12 juin | Chris Latta                        | acteur, humoriste et doubleur américain                                 | 44  |        |
| 12 juin | Menachem Mendel Schneerson         | septième héritier de la dynastie du Hassidisme Mouvement Loubavitch     | 92  |        |
| 14 juin | Lucien Vlaemynck                   | coureur cycliste belge                                                  | 79  |        |
| 14 juin | Michel Vitold                      | acteur et metteur en scène français d'origine ukrainienne               | 79  |        |
| 14 juin | Marcel Mouloudji                   | chanteur, auteur-compositeur-interprète, peintre et acteur français     | 71  |        |
| 14 juin | Henry Mancini                      | compositeur, arrangeur et chef d'orchestre américain                    | 70  |        |
| 15 juin | Janko Brašić                       | peintre serbe puis yougoslave                                           | 88  | (en)   |
| 15 juin | Orfeo Tamburi                      | peintre, aquarelliste, dessinateur, illustrateur et scénographe italien | 84  |        |
| 16 juin | Jacques Chabannes                  | producteur de télévision et réalisateur français                        | 93  |        |
| 16 juin | Chrix Dahl                         | peintre et illustrateur norvégien                                       | 88  | (en)   |
| 22 juin | Jack Davies                        | scénariste, acteur, producteur et monteur anglais                       | 80  | (en)   |
| 24 juin | John Bevan Baker                   | compositeur britannique                                                 | 68  | (en)   |
| 28 juin | Jacques Dubois                     | graphiste, photographe humaniste et peintre français                    | 81  |        |